# Rock and Roll Is Black and Blue
Rock and Roll Is Black and Blue è il sesto album in studio del gruppo musicale canadese Danko Jones, pubblicato nel 2012.

## Tracce
1. Terrified - 3:26
2. Get Up - 3:09
3. Legs - 3:37
4. Just a Beautiful Day - 3:15
5. I Don't Care - 3:20
6. You Wear Me Down - 3:55
7. Type of Girl - 3:46
8. Always Away - 4:12
9. Conceited - 3:47
10. Don't Do This - 3:42
11. The Masochist - 2:53
12. I Believed in God - 3:59
13. I Believed in God (Reprise) - 0:46
14. In Your Arms - 4:26
15. Crazy In Bed (Bonus Track - Edizione Deluxe) - 4:03